# Luna 10
Luna 10 (appelée aussi Lunik 10 ou Objet 02126) fut la dixième sonde soviétique du programme Luna. Le 3 avril 1966, elle fut le premier appareil à se placer en orbite autour d'un autre corps céleste que la Terre, à savoir la Lune. Les sept instruments embarqués fonctionnèrent et transmirent leurs signaux pendant 56 jours jusqu'à épuisement des batteries.

## Caractéristiques de la mission
- Pays : Union des Républiques Socialistes Soviétiques
- Date de lancement : 31 mars 1966 à 10 h 48 min 00 s (UTC)
  - Site de lancement : Tyuratam, Cosmodrome de Baïkonour (Kazakhstan)
  - Lanceur : Molniya 8K78M
- Masse : 1 584 kg, dont une station orbitale de 245 kg[1]
- Orbite lunaire[2],[3]
  - Périapse : 351 km
  - Apoapse : 1 017 km
  - Inclinaison : 21,9°
  - Excentricité : 0,14°

## Déroulement
La sonde Luna 10 fut lancée vers la Lune à partir d'une orbite terrestre intermédiaire. La sonde se plaça en orbite lunaire le 3 avril 1966 en passant de la vitesse de 2,6 km/s à 1,25 km/s environ et termina sa première révolution au bout de 3 heures, devenant ainsi le premier satellite artificiel de la lune. Les instruments scientifiques embarqués comprenaient : 
- un spectromètre à rayons gamma opérant dans la bande d'énergie 0,3 à 3 MeV pour étudier la radioactivité des sols lunaires[5] ;
- un magnétomètre trois axes ;
- des détecteurs de météorites, occupant une surface de près de un mètre carré, et sensibles à des impacts d'un cent millionième de gramme[5] ;
- un instrument destiné à l'étude du plasma solaire ;
- des équipements pour mesurer les émissions infra-rouge de la Lune et les conditions radiatives de l'environnement lunaire.

Des études du champ de gravitation lunaire furent également menées. Le détecteur de météorites permit d'estimer que la densité de micrométéorites autour de la Lune était cent fois plus élevée que celle de l'espace lointain
Pour l'anecdote, la sonde retransmit vers la Terre un enregistrement de deux minutes de L'Internationale lors du XXIIIe congrès du Parti communiste de l'Union soviétique, puis une seconde fois sur Radio Moscou.
Luna 10 demeura opérationnelle pendant 460 révolutions et effectua 219 transmissions de données vers la Terre jusqu'à la perte totale du signal le 30 mai 1966.

## Expérience de magnétométrie
Luna 10 a procédé à la mesure du champ magnétique lunaire par intermittence sur deux mois. L'instrument était un magnétomètre trois axes calibré de -50 à +50 nanoteslas. Aucune restitution d'attitude du satellite ne fut utilisée, aussi seule la résultante du champ magnétique et ses composantes par rapport à l'axe de spin instantané du satellite furent déterminées. Le magnétomètre était situé à l'extrémité d'un mât, à 1,5 m de la sonde. La période d'échantillonnage du vecteur champ magnétique était de 128 s. La précision des mesures fut estimée à 9 nanoteslas pour la composante parallèle à l'axe de spin et 2,5 nanoteslas pour la composante perpendiculaire, soit une erreur résiduelle de 10 nanoteslas sur la résultante.